# Minna Kauppiová
Minna Kauppiová (* 25. listopadu 1982, Asikkala) je finská reprezentantka v orientačním běhu. Jejími největšími úspěchy je devět zlatých medailí z Mistrovství světa v orientačním běhu. V roce 2008 v Olomouci získala 2 zlaté medaile a to ze závodu štafet a na klasické trati. Předchozí zlaté medaile získala na šampionátech v Kyjevě a Århusu v letech 2006 a 2007, poslední dvě v Trondheimu v roce 2010. V současnosti běhá za finský klub Asikkalan Raikas.

## Sportovní kariéra
| Přehled úspěchů na Mistrovství světa | Přehled úspěchů na Mistrovství světa | Přehled úspěchů na Mistrovství světa | Přehled úspěchů na Mistrovství světa | Přehled úspěchů na Mistrovství světa |
| Mistrovství světa                    | Sprint                               | Middle                               | Long                                 | Štafety                              |
| ------------------------------------ | ------------------------------------ | ------------------------------------ | ------------------------------------ | ------------------------------------ |
| Jona 2003                            | 8. místo                             | 11. místo                            | X                                    | X                                    |
| Västerås 2004                        | X                                    | 5. místo                             | 6. místo                             | 2. místo                             |
| Aichi 2005                           | X                                    | 3. místo                             | Q4. místo                            | 4. místo                             |
| Århus 2006                           | 5. místo                             | 4. místo                             | X                                    | 1. místo                             |
| Kyjev 2007                           | 2. místo                             | 4. místo                             | 1. místo                             | 1. místo                             |
| Olomouc 2008                         | 2. místo                             | 1. místo                             | 7. místo                             | 1. místo                             |
| Miskolc 2009                         | 13. místo                            | 4. místo                             | 3. místo                             | 3. místo                             |
| Trondheim 2010                       | 4. místo                             | 1. místo                             | 5. místo                             | 1. místo                             |
| Savojsko 2011                        | X                                    | 4. místo                             | DSQ                                  | 1. místo                             |
| Lausanne 2012                        | X                                    | 1. místo                             | 2. místo                             | 5. místo                             |

| Přehled úspěchů na Mistrovství Evropy | Přehled úspěchů na Mistrovství Evropy | Přehled úspěchů na Mistrovství Evropy | Přehled úspěchů na Mistrovství Evropy | Přehled úspěchů na Mistrovství Evropy |
| Mistrovství Evropy                    | Sprint                                | Middle                                | Long                                  | Štafety                               |
| ------------------------------------- | ------------------------------------- | ------------------------------------- | ------------------------------------- | ------------------------------------- |
| Røskilde 2004                         | 13. místo                             | 4. místo                              | 5. místo                              | 4. místo                              |
| Otepää 2006                           | 3. místo                              | 1. místo                              | 3. místo                              | 1. místo                              |
| Ventspils 2008                        | 4. místo                              | 3. místo                              | X                                     | 3. místo                              |
| Primorsko 2010                        | 12. místo                             | 5. místo                              | X                                     | 2. místo                              |
| Falun 2012                            | X                                     | 2. místo                              | 3. místo                              | 2. místo                              |

| Přehled úspěchů na Mistrovství světa juniorů | Přehled úspěchů na Mistrovství světa juniorů | Přehled úspěchů na Mistrovství světa juniorů | Přehled úspěchů na Mistrovství světa juniorů | Přehled úspěchů na Mistrovství světa juniorů |
| Mistrovství světa juniorů                    | Sprint                                       | Middle                                       | Long                                         | Štafety                                      |
| -------------------------------------------- | -------------------------------------------- | -------------------------------------------- | -------------------------------------------- | -------------------------------------------- |
| Nové Město 2000                              | X                                            | 3. místo                                     | 4. místo                                     | 3. místo                                     |
| Miskolc 2001                                 | X                                            | 1. místo                                     | 13. místo                                    | 3. místo                                     |
| Alicante 2002                                | X                                            | 1. místo                                     | 3. místo                                     | 2. místo                                     |